# FRET (tijdschrift)
FRET was tussen 1993 en 2012 een gratis muziektijdschrift dat uitgegeven werd door Muziek Centrum Nederland. Het tijdschrift behandelde de ontwikkelingen in de Nederlandse popmuziek, zoals rock, dance, blues en heavy metal. In FRET stonden nieuws, interviews, achtergrondverhalen, een concertagenda en cd- en demorecensies. Het blad verscheen negen keer per jaar in een oplage van ruim twintigduizend exemplaren en werd verspreid via zo'n zeshonderd distributiepunten in het hele land: poppodia, muziekcafés, poporganisaties, oefenruimtes, gespecialiseerde platenzaken, bibliotheken en muziekscholen.  